# リカルド・ロペス
リカルド・ロペス・ナバ（Ricardo López Nava、1966年7月25日 - ）は、メキシコの元男性プロボクサー。元WBC・WBO・WBA世界ミニマム級王者。元IBF世界ライトフライ級王者。世界2階級制覇王者。El Finito(フィニート、素晴らしい男)の異名を持っていた。

## 来歴

### ミニマム級時代
アマチュア戦績40戦全勝を経て、1985年1月18日、プロデビュー。
1989年11月7日、WBCアメリカ大陸ミニマム級王座決定戦をレイ・エルナンデスと行い最終12回KO勝ちを収め王座獲得に成功した。
1990年3月15日、ホルヘ・リベラと対戦し、8回KO勝ちを収め初防衛に成功した。

### WBC王座獲得
1990年10月25日、後楽園ホールでWBC世界ミニマム級王者大橋秀行（日本・ヨネクラボクシングジム）と対戦した。4回にダウンを奪うと、5回に更なる追撃を浴びせダウンを追加し、3度目のダウンから立ち上がろうとしたところでレフェリーストップ。5回2分TKO勝ちを収め王座獲得に成功した。
1991年5月19日、静岡市の草薙体育館で平野公夫（日本）と対戦し、8回1分42秒TKO勝ちを収め初防衛に成功した。
1991年12月21日、ソウルの蚕室体育館で元IBF世界ミニマム級初代王者李敬渕（韓国）と対戦し、引導を渡す12回3-0（118-110、116-112、120-107）の判定勝ちを収め2度目の防衛に成功した。
1992年3月16日、メキシコシティのフロントン・メキシコでプリティ・ボーイ・ルーカス（フィリピン）と対戦し、12回3-0（120-104、2者が120-106）の判定勝ちを収め3度目の防衛に成功した。
1992年8月22日、シウダド・マデーロのアウディトリオ・デ・マデーロでシンプラサート・キティカセム（タイ）と対戦し、5回1分5秒KO勝ちを収め4度目の防衛に成功した。
1992年10月11日、後楽園ホールに2年振りの登場。WBC世界ミニマム級1位のロッキー・リン（台湾）と指名試合を行い、一撃で失神させる2回1分46秒KO勝ちを収め5度目の防衛に成功した。日本での試合はこれが最後となったが、以降も日本での世界戦に出場する同国人選手の応援や韓国やタイでの遠征試合の調整などでたびたび来日した。
1993年1月31日、浦項市の浦項体育館で呉光洙（韓国）と対戦し、9回2分38秒TKO勝ちを収め6度目の防衛に成功した。
1993年7月3日、ヌエボ・ラレドのパルクェ・ラ・ジュンタで後にライトフライ級でタイのボクサーで初の統一王者で長期政権を築くサマン・ソーチャトロン（タイ）と対戦し、2回2分45秒TKO勝ちを収め7度目の防衛に成功した。
1993年9月19日、バンコクのキャピタル・シティ・ディスコザクェでトートー・ポンサワン（タイ）と対戦し、11回2分30秒TKO勝ちを収め8度目の防衛に成功した。
1993年12月18日、ネバダ州ステートラインのモントブルーで元IBF世界ミニマム級王者マニー・メルチョル（フィリピン）と対戦し、11回2分KO勝ちを収め9度目の防衛に成功した。
1994年5月7日、ラスベガスのMGMグランド・ガーデン・アリーナで後のWBO世界ミニマム級王者ケルミン・グアルディア（コロンビア）と対戦し、12回3-0（2者が117-110、119-109）の判定勝ちを収め10度目の防衛に成功した。
1994年9月17日、MGMグランド・ガーデン・アリーナでヨドシン・センガーモロコット（タイ）と対戦し、ミニマム級世界戦最速KO記録となる初回1分53秒TKO勝ちを収め11度目の防衛に成功した。
1994年11月12日、メキシコシティのプラザ・デ・トロス・メキシコでハビエル・バルガス（メキシコ）と対戦し、8回1分33秒TKO勝ちを収め12度目の防衛に成功した。
1994年12月10日、モンテレイのエスタディオ・デ・ベイスボル・モンテレイでヤミール・カラバリョと対戦し、自身が持つ従来の最短記録を大幅に更新する初回1分10秒TKO勝ちを収め13度目の防衛に成功した。
1995年4月1日、ネバダ州プリムのバッファロー・ビルズ・スター・アリーナで「タバナス大塚」のリングネームで日本でも活躍しているアンディ・タバナス（フィリピン）と対戦し、最終12回2分45秒TKO勝ちを収め、14度目の防衛に成功した。その後負傷の影響で約1年試合から遠ざかる。
1996年3月16日、MGMグランド・ガーデン・アリーナで「アラ・ビラモア木村」のリングネームで日本でも活躍したアラ・ビラモア（フィリピン）と対戦し、8回40秒KO勝ちを収め15度目の防衛に成功した。
1996年6月29日、カリフォルニア州インディオのファンタジー・スプリングス・リゾート・カジノでキティチャイ・ブリーチャ（タイ）と対戦し、3回1分46秒TKO勝ちを収め16度目の防衛に成功した。
1996年11月9日、MGMグランド・ガーデン・アリーナでモーガン・ニドゥモ（南アフリカ）と対戦し、6回55秒TKO勝ちを収め17度目の防衛に成功した。
1996年12月7日、ファンタジー・スプリングス・リゾート・カジノで朴明燮と対戦し、初回2分22秒TKO勝ちを収め18度目の防衛に成功した。
1997年3月29日、ラスベガスのラスベガス・ヒルトン内ヒルトン・センターでモンコル・チャーロンと対戦し、12回3-0（2者が120-107、119-108）の判定勝ちを収め19度目の防衛に成功した。

### WBO王座とWBA王座の統一戦
1997年8月23日、ニューヨークのマディソン・スクエア・ガーデンでWBO世界ミニマム級王者アレックス・サンチェス（プエルトリコ）との統一戦を行い、5回1分58秒TKO勝ちを収め、WBC王座は20度目の防衛、WBO王座も獲得に成功した。その後、WBO王座は防衛することなく返上した。
1998年3月7日、メキシコシティのプラザ・デ・トロス・メキシコでWBA王者ロセンド・アルバレス（ニカラグア）との王座統一戦を行った。前評判ではロペスが圧倒的に有利とされたが、2回にWBA王者の強打を受けてしまい、アマ・プロ通じて初のダウン。辛くも立ち上がり、試合続行に応じたものの、本来の調子とは程遠かった。そして、迎えた7回2分に、偶然のバッティングで右眉毛からまぶたまでをカットし出血する。レフェリーは偶然のバッティングで1点減点を宣言、ドクターは続行の判断をし、残り50秒はファイトという掛け声とともにそのままの続行している。その7回の残り50秒の間に医師と隣に座っていたWBCホセ・スレイマン会長（ちなみにその隣はドン・キング）と傷の深さなど語ったとされる。ラウンド終了後間近で傷を見たトレーナーのナチョ・ベリスタインは、続行不可能と判断、ロペスはガードを高く掲げるポーズで8回開始すぐに戦闘続行の意思を示したものの、ベリスタインはスレイマン会長に状況を訴える。この間会場では観客同士の小競り合いが起こるほど騒然とした状態となる。スレイマンは医師の意見をもう一度確認した後、偶然のバッティングによる負傷判定と決断し結果は8回1-1（67-64、63-68、66-66）薄氷を踏む引き分け。お互いに王座防衛には成功したものの、ロペスは初のダウンを奪われた末に完璧な全勝レコードに初の引き分けを挟むことで傷をつける形になってしまった。しかし無理を押して続行して、相手をKOまでいかなくてもダウンを奪うなど明らかな優位を付ければよく、この時点でベリスタインとスレイマンによって引き分けの判断があったとされロペス優遇という結果に議論が巻き起こることになった。
1998年11月13日、ラスベガスのラスベガス・ヒルトン内ヒルトン・センターでWBA世界ミニマム級王者ロセンド・アルバレスと再戦となる王座統一戦を行う予定だったが、アルバレスが体重超過により計量失格となり、WBCは王座統一戦を承認せず、ロペスが勝った場合のみWBA王座が懸かった試合となった。ここでもロペスは5回に右目尻を6回には左目尻をカットし、10回にはレフェリーがドクターストップか負傷判定かと医師に迫るくらいに顔の腫れ切り傷、出血が酷かったため、大苦戦を強いられるものの、12回2-1（116-114、116-112、113-115）の判定勝ちを収めWBA王座獲得に成功した。
1999年、IBF世界ライトフライ級王者ウィル・グリッグスピー（アメリカ合衆国）に挑戦が決定したのに伴い、9月29日付で正式にWBA王座とWBC王座を剥奪された。WBA王座とWBC王座を8年7ヶ月保持し続けてきたミニマム級に別れを告げた。

### ライトフライ級時代、ミニマム級時代の対立王者との対戦
1999年10月2日、ラスベガスのラスベガス・ヒルトン内ヒルトン・センターで、IBF世界ライトフライ級王者ウィル・グリッグスビーと対戦し、12回3-0（118-110、116-112、117-111）の判定勝ち。プロ、ちょうど50戦目にして2階級制覇を達成したが、その後は負傷の影響で1年以上試合から遠ざかる。
2000年12月2日、1年2か月ぶりの復帰戦。マンダレイ・ベイ・イベント・センターでフェリックス・トリニダードVSフェルナンド・バルガスの前座で元IBF世界ミニマム級王者ラタナポン・ソーウォラピン（タイ）と対戦し、3回2分11秒TKO勝ちを収め初防衛に成功した。
2001年9月29日、マディソン・スクエア・ガーデンでバーナード・ホプキンスVSフェリックス・トリニダードの前座で、ミニマム級時代に戦わなかった最後の対立王者で元IBF世界ミニマム級王者並びにIBF世界ライトフライ級2位のゾラニ・ペテロ（南アフリカ）と対戦し、8回1分32秒KO勝ちを収め2度目の防衛に成功した。この試合を最後に2002年11月27日、「まだ1、2試合はできると思うが、この先何が起こるか分からない。これまでの検査で異常は見つかっていないけど、ダメージを抱えて余生を送るようなことは避けたい」と語り、王座在位のまま引退を表明した。1つの引き分けはあるものの、アマ・プロ通じ、敗戦を知る事なくリングを去った。

## 引退後
現在はメキシコ最大のテレビネットワークテレビサで専属解説者になっている。
2005年9月12日、BBCの読者投票「読者が選ぶパウンド・フォー・パウンド・リスト」で10位に選出された。
2007年6月7日、ニューヨークの国際ボクシング名誉の殿堂博物館でミニマム級の世界王者として初めて殿堂に迎え入れられた。

## 戦績
- アマチュアボクシング: 40戦 40勝 (28KO) 無敗
- プロボクシング: 52戦 51勝 (38KO) 1分 無敗

| 戦           | 日付           | 勝敗 | 時間     | 内容        | 対戦相手                     | 国籍             | 備考                                                    |
| ------------ | -------------- | ---- | -------- | ----------- | ---------------------------- | ---------------- | ------------------------------------------------------- |
| 1            | 1985年1月18日  | 勝利 | 3R       | KO          | ロヘリオ・エルナンデス       | メキシコ         | プロデビュー戦                                          |
| 2            | 1985年2月6日   | 勝利 | 2R       | KO          | アントニオ・アルシニエハ     | メキシコ         |                                                         |
| 3            | 1985年2月18日  | 勝利 | 2R       | KO          | セバスティアン・レイジェス   | メキシコ         |                                                         |
| 4            | 1985年3月8日   | 勝利 | 3R       | KO          | ハビエル・ドミンゲス         | メキシコ         |                                                         |
| 5            | 1985年6月27日  | 勝利 | 2R       | KO          | マヌエル・マルチネス         | メキシコ         |                                                         |
| 6            | 1985年8月2日   | 勝利 | 5R       | TKO         | ナルシソ・パンチ             | メキシコ         |                                                         |
| 7            | 1986年3月24日  | 勝利 | 1R       | KO          | レイジェス・メンデス         | メキシコ         |                                                         |
| 8            | 1986年5月1日   | 勝利 | 1R       | KO          | サンチャゴ・メンデス         | メキシコ         |                                                         |
| 9            | 1986年7月28日  | 勝利 | 8R       | 判定        | エルミニオ・ラミレス         | メキシコ         |                                                         |
| 10           | 1986年10月6日  | 勝利 | 2R       | KO          | ホルヘ・フローレス           | メキシコ         |                                                         |
| 11           | 1986年12月8日  | 勝利 | 10R      | 判定        | エルミニオ・ラミレス         | メキシコ         |                                                         |
| 12           | 1987年4月18日  | 勝利 | 10R      | 判定        | アルフォンソ・リベラ         | メキシコ         |                                                         |
| 13           | 1987年7月31日  | 勝利 | 1R       | TKO         | アレックス・モラド           | メキシコ         |                                                         |
| 14           | 1987年8月15日  | 勝利 | 10R      | 判定        | ハビエル・アロンゾ           | メキシコ         |                                                         |
| 15           | 1988年7月30日  | 勝利 | 1R       | KO          | フェルミン・リベロ           | メキシコ         |                                                         |
| 16           | 1988年8月27日  | 勝利 | 5R       | TKO         | エバリスト・モラレス         | メキシコ         |                                                         |
| 17           | 1988年11月12日 | 勝利 | 10R      | 判定        | イスマエル・ベニテス         | メキシコ         |                                                         |
| 18           | 1989年1月27日  | 勝利 | 5R       | TKO         | バルド・ゴンザレス           | メキシコ         |                                                         |
| 19           | 1989年5月6日   | 勝利 | 10R      | 判定        | ハビエル・スアレス           | メキシコ         |                                                         |
| 20           | 1989年5月30日  | 勝利 | 8R       | KO          | ホルヘ・トーレス             | メキシコ         |                                                         |
| 21           | 1989年7月8日   | 勝利 | 2R       | KO          | アベル・アンドレス           | メキシコ         |                                                         |
| 22           | 1989年8月4日   | 勝利 | 5R       | KO          | レイムンド・メンドサ         | メキシコ         |                                                         |
| 23           | 1989年8月26日  | 勝利 | 7R       | TKO         | ホセ・ルイス・セペダ         | メキシコ         |                                                         |
| 24           | 1989年11月7日  | 勝利 | 12R      | KO          | レイ・エルナンデス           | メキシコ         | WBCアメリカ大陸ミニマム級王座獲得                       |
| 25           | 1990年3月15日  | 勝利 | 8R       | KO          | ホルヘ・リベラ               | メキシコ         | WBCアメリカ大陸防衛1                                    |
| 26           | 1990年6月29日  | 勝利 | 10R      | 判定        | フランシスコ・モンティエル   | メキシコ         |                                                         |
| 27           | 1990年10月25日 | 勝利 | 5R 2:00  | TKO         | 大橋秀行                     | 日本             | WBC世界ミニマム級タイトルマッチ                         |
| 28           | 1991年5月19日  | 勝利 | 8R 1:42  | TKO         | 平野公夫                     | 日本             | WBC防衛1                                                |
| 29           | 1991年12月22日 | 勝利 | 12R      | 判定3-0     | 李敬渕                       | 韓国             | WBC防衛2                                                |
| 30           | 1992年3月16日  | 勝利 | 12R      | 判定3-0     | プリティ・ボーイ・ルーカス   | フィリピン       | WBC防衛3                                                |
| 31           | 1992年8月22日  | 勝利 | 5R 1:05  | TKO         | シンプラサート・キティカセム | タイ             | WBC防衛4                                                |
| 32           | 1992年10月11日 | 勝利 | 2R 1:46  | TKO         | ロッキー・リン               | 台湾             | WBC防衛5                                                |
| 33           | 1993年1月31日  | 勝利 | 9R 2:38  | TKO         | 呉光洙                       | 韓国             | WBC防衛6                                                |
| 34           | 1993年7月3日   | 勝利 | 2R 2:45  | TKO         | サマン・ソーチャトロン       | タイ             | WBC防衛7                                                |
| 35           | 1993年9月19日  | 勝利 | 11R 2:30 | TKO         | トートー・ポンサワン         | タイ             | WBC防衛8                                                |
| 36           | 1993年12月18日 | 勝利 | 11R 2:00 | KO          | マニー・メルチョル           | フィリピン       | WBC防衛9                                                |
| 37           | 1994年5月7日   | 勝利 | 12R      | 判定3-0     | ケルミン・グアルディア       | コロンビア       | WBC防衛10                                               |
| 38           | 1994年9月17日  | 勝利 | 1R 1:53  | TKO         | ヨドシン・センガーモロコット | タイ             | WBC防衛11                                               |
| 39           | 1994年11月12日 | 勝利 | 8R 1:33  | TKO         | ハビエル・バルゲス           | メキシコ         | WBC防衛12                                               |
| 40           | 1994年12月10日 | 勝利 | 1R 1:10  | TKO         | ヤミール・カラバリョ         | コロンビア       | WBC防衛13                                               |
| 41           | 1995年4月1日   | 勝利 | 12R 2:45 | TKO         | アンディ・タバナス           | フィリピン       | WBC防衛14                                               |
| 42           | 1996年3月16日  | 勝利 | 8R 0:40  | TKO         | アラ・ビラモア               | フィリピン       | WBC防衛15                                               |
| 43           | 1996年6月29日  | 勝利 | 3R 1:46  | TKO         | キティチャイ・ブリーチャ     | タイ             | WBC防衛16                                               |
| 44           | 1996年11月9日  | 勝利 | 6R 0:55  | TKO         | モーガン・ニドゥモ           | 南アフリカ共和国 | WBC防衛17                                               |
| 45           | 1996年12月7日  | 勝利 | 1R 2:22  | TKO         | 朴明燮                       | 韓国             | WBC防衛18                                               |
| 46           | 1997年3月29日  | 勝利 | 12R      | 判定3-0     | モンコル・チャーロン         | タイ             | WBC防衛19                                               |
| 47           | 1997年8月23日  | 勝利 | 5R       | TKO         | アレックス・サンチェス       | プエルトリコ     | WBC・WBO世界ミニマム級王座統一戦 WBC防衛20・WBO王座獲得 |
| 48           | 1998年3月7日   | 引分 | 8R       | 負傷判定1-1 | ロセンド・アルバレス         | ニカラグア       | WBA・WBC世界ミニマム級王座統一戦 WBC防衛21              |
| 49           | 1998年11月13日 | 勝利 | 12R      | 判定2-1     | ロセンド・アルバレス         | ニカラグア       | WBA・WBC世界ミニマム級王座統一戦 WBC防衛22・WBA王座獲得 |
| 50           | 1999年10月2日  | 勝利 | 12R      | 判定3-0     | ウィル・グリッグスピー       | アメリカ合衆国   | IBF世界ライトフライ級タイトルマッチ                     |
| 51           | 2000年12月2日  | 勝利 | 3R 2:11  | TKO         | ラタナポン・ソーウォラピン   | タイ             | IBF防衛1                                                |
| 52           | 2001年9月29日  | 勝利 | 8R 1:32  | KO          | ゾラニ・ペテロ               | 南アフリカ共和国 | IBF防衛2                                                |
| テンプレート |                |      |          |             |                              |                  |                                                         |

## 獲得タイトル
- WBC世界ミニマム級王座（防衛21度=剥奪）
- WBO世界ミニマム級王座（防衛0度=返上）
- WBA世界ミニマム級王座（防衛0度=剥奪）
- IBF世界ライトフライ級王座（防衛2度=返上）